# Cameraria arcuella
Cameraria arcuella là một loài bướm đêm thuộc họ Gracillariidae. Nó được tìm thấy ở Canada (Québec) và Hoa Kỳ (Virginia và Maine).
Sải cánh dài khoảng 10 mm.
Chúng có thể ăn lá nơi chúng làm tổ.